# Spathiphyllum silvicola
Spathiphyllum silvicola är en kallaväxtart som beskrevs av R.A.Baker. Spathiphyllum silvicola ingår i släktet Spathiphyllum och familjen kallaväxter. Inga underarter finns listade.

## Bildgalleri

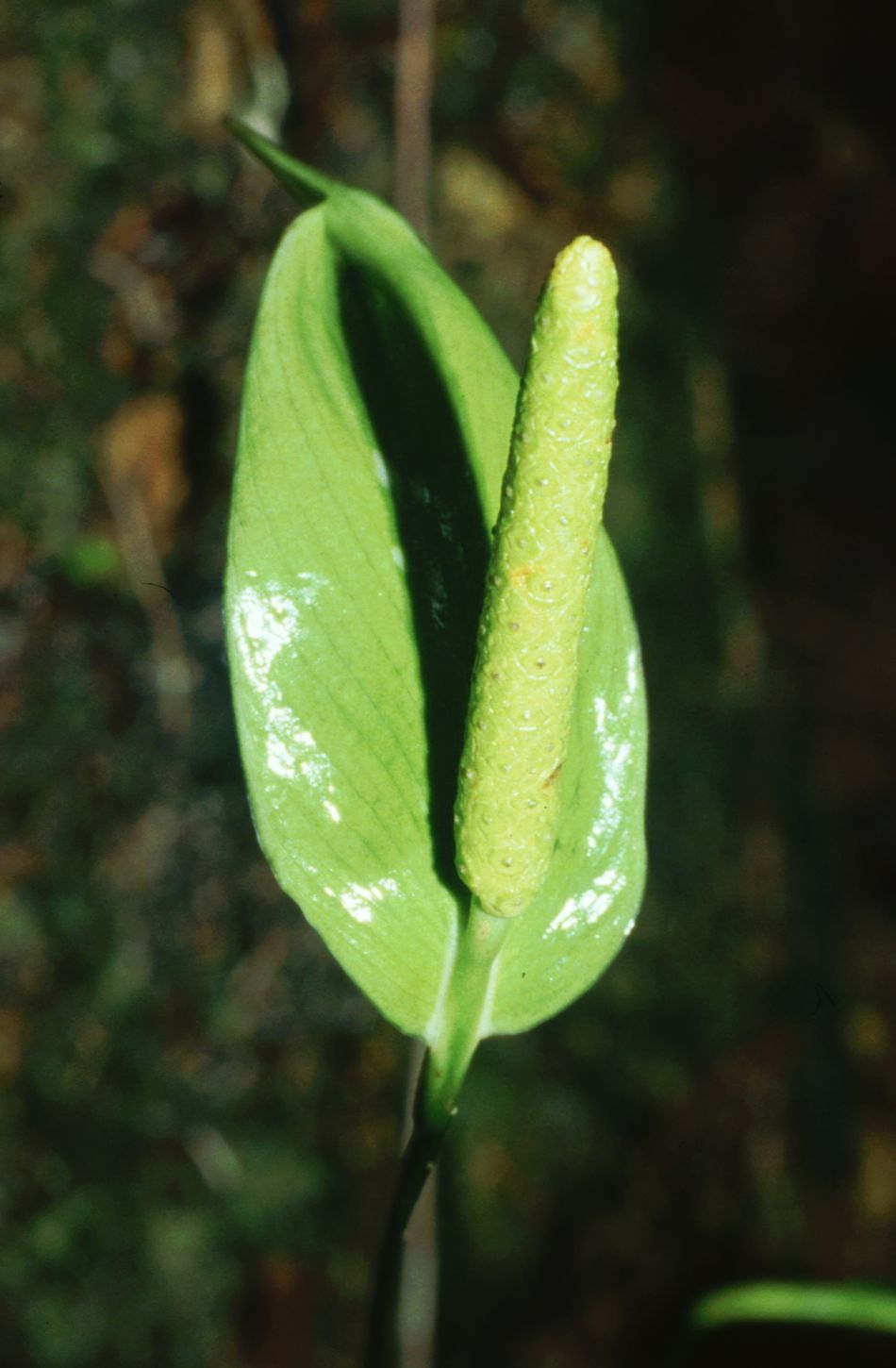